# Euderces magnus
Euderces magnus är en skalbaggsart som först beskrevs av Bates 1885.  Euderces magnus ingår i släktet Euderces och familjen långhorningar.
Artens utbredningsområde är Guatemala. Inga underarter finns listade i Catalogue of Life.